# Shabeellaha Dhexe
Shabeellaha Dhexe (Somali für Mittel-Shabelle; arabisch شبيلي الوسطى, DMG Šabailī al-Wusṭā) ist eine Region (gobolka) in Zentral-Somalia. Ihre Hauptstadt ist Jawhar.
Benannt ist die Region nach dem Fluss Shabelle, der sie durchfließt. Sie liegt am Indischen Ozean nördlich von Mogadischu. Früher war sie, ebenso wie Shabeellaha Hoose (Unter-Shabelle), Teil der Region Benadir mit der Landeshauptstadt Mogadischu als Hauptstadt.
Der wichtigste Somali-Clan in Shabeellaha Dhexe sind die Hawiya. Bei Jawhar leben auch Angehörige der Minderheit der Shidle.
Shabeellaha Dhexe ist in die Distrikte Aden Yabal (Aadan Yabaal), Balad (Balcad), Adale (Cadale) und Jawhar eingeteilt. Weitere Orte und Städte der Region sind Mahaddayweyne und Warsheikh.
Eine private Bildungsinitiative hat die Steigerung der Einschulungsrate in Shabeellaha Dhexe auf etwa 24 % erreicht, was die höchste regionale Rate in Südsomalia und etwa doppelt so hoch wie der landesweite Durchschnitt ist.
Konflikte und der Zustrom von Binnenvertriebenen aus dem umkämpften Mogadischu führten 2007 zu einer Verschlechterung der Ernährungslage in der Region, die traditionell als ein „Brotkorb des Landes“ galt.